# Roberto Chiappara
Roberto Chiappara (Milano, 8 novembre 1973) è un allenatore di calcio ed ex calciatore italiano, di ruolo centrocampista.

## Carriera

### Giocatore
Inizia la sua carriera da calciatore nel Corsico, dove milita per due stagioni portando la squadra alla vittoria del campionato di serie D nel 1991-1992, perdendo gli spareggi per la serie C con il Giorgione, dove nella partita di andata Chiappara segna l'unica rete granata. L'anno successivo viene ceduto al Vicenza, la sua prima squadra professionistica, poi gioca in Serie C a Trento, Aosta, Chieti, Casarano, Taranto e Spezia.
Nella squadra ligure, che lo preleva dalla serie D, per l'interessamento del D.S. Sergio Borgo. Con lo Spezia conquista dapprima la finale playoff del 1997-1998 nella serie C2, girone B, persa dallo Spezia ai supplementari. Nella stessa finale Chiappara segna il gol del momentaneo 1-1, su calcio di rigore.  Lo Spezia approdò alla finale proprio in virtù di quella rete. Per i tifosi spezzini Roberto Chiappara è un ex indimenticato, soprannominato "Il Sindaco".
Nel 1998 viene notato dall'Empoli che gli fa disputare 14 partite in Serie A, in seguito torna allo Spezia e vi rimane due stagioni, divenendone uno dei giocatori simbolo. Nel 1999-2000 Chiappara conquista, insieme a uno Spezia da record, la promozione in serie C1, senza perdere nemmeno una partita e raggiungendo uno storico record di punti. Nel 2000-2001 con la maglia dello Spezia disputa un buon torneo, raggiungendo i playoff contro il Como, poi promosso.
Successivamente passa al Treviso dove dopo tre stagioni di cadetteria conquista nuovamente la promozione in Serie A (in massima serie scende in campo 7 volte).
Tra il 2006 ed il 2007 gioca in Serie B, prima a Modena e poi ad Arezzo.
In seguito scende di nuovo in Serie C1 per indossare la maglia del Novara. Da settembre 2009 milita nella Cisco Roma nel campionato di Lega Pro Seconda Divisione dove segna 3 reti in 27 partite. Resta nella terza squadra della capitale pure nella stagione successiva anche dopo il cambio di nome della società in Atletico Roma (in Lega Pro Prima Divisione), giocando 15 partite (con una rete) fino a metà aprile, quando viene poi chiamato ad allenare lo stesso club.

### Allenatore
Il 19 aprile 2011 è chiamato a sostituire temporaneamente il dimissionario Giuseppe Incocciati sulla panchina dell'Atletico Roma.
Il 23 aprile nella gara d'esordio l'Atletico Roma vince 6-0 contro la Cavese. La squadra chiude poi il campionato in terza posizione, venendo sconfitto in finale play-off dalla Juve Stabia.
Dall'agosto 2011 è dirigente dei Giovanissimi Regionali Eccellenza Fascia B (Lazio) della società romana Futbolclub. Il 7 dicembre successivo viene annunciato come tecnico del Fidene per subentrare all'esonerato Chirico, ma erroneamente, in quanto da ex dirigente le norme federali vietano un nuovo tesseramento come calciatore o allenatore; la panchina è andata allora a Giancarlo Pantano, sprovvisto però del patentino per allenare in Interregionale e così la società gli ha affiancato proprio Chiappara, i cui regolamenti non vietano questo tipo di accorgimento.
Il 21 giugno 2013 diventa il tecnico dell'Anziolavinio; la squadra conclude il campionato in settima posizione. Nella stagione 2014-2015 approda alla guida dell'Ostiamare, squadra che conclude il campionato con un quinto posto che vale i playoff. La squadra viene eliminata dal Budoni al primo turno. Intorno al 9 maggio 2016 dice addio all'Ostiamare dopo due anni finendo il girone G serie D in decima posizione. Dal 16 giugno 2016, viene assunto dall'Albalonga come nuovo allenatore, il quale conclude la stagione con un settimo posto a 5 punti dai play-off.
Per la stagione 2017-2018 diventa vice di Fabio Gallo allo Spezia in Serie B e lo segue anche nella stagione successiva alla Ternana.
Il 1º febbraio 2021 torna in panchina andando a sostituire l'esonerato Mauro Venturi sulla panchina del Cynthialbalonga, club laziale di Serie D. Il 28 giugno è lui stesso a comunicare che non proseguirà l'avventura con i biancoazzurri,  "per divergenze con le ambizioni del club".
A luglio 2021 torna a collaborare con Fabio Gallo. Assume infatti l'incarico di vice allenatore del Potenza, in serie C. Nell'ottobre dello stesso anno, viene esonerato insieme a Gallo.
Il 14 giugno 2022 viene ufficializzato come nuovo allenatore della Lupa Frascati, neo promossa in Serie D.L'anno successivo, dopo aver ottenuta la salvezza, il club cambia denominazione in Romana FC e si trasferisce a Roma nel quartiere di Settebagni. Il 19 settembre seguente, dopo appena due giornate di campionato,viene esonerato.
Torna a collaborare con Fabio Gallo il 29 ottobre 2023 come vice allenatore alla Virtus Entella ottenendo la promozione in Serie B nella stagione successiva oltre alla vittoria della Supercoppa Serie C 2025.

## Palmarès

### Club

#### Competizioni nazionali
- Serie C1: 1

Treviso: 2002-2003
- Supercoppa di Lega di Serie C: 1

Treviso: 2003
- Serie C2: 1

Spezia: 1999-2000